# Землетрясение в Мексике (1902)
Землетрясение в Мексике, произошедшее в 1902 году, стало одним из самых мощных в истории страны. Его магнитуда составила 7,8 по шкале Рихтера, а эпицентр находился всего в пяти километрах к юго-западу от Теописки в штате Чьяпас. Глубина залегания подземных толчков достигла 25 километров. Землетрясение произошло в районе, известном как Ла-Брекчия-де-Чьяпас, или Ла-Брекчия-де-Теуантепек, и стало последним, эпицентр которого находился в этой местности.
Максимальная интенсивность по шкале Меркалли достигла VIII. Землетрясения также ощущались в Гватемале, Сальвадоре, Белизе и Гондурасе. Сообщалось о 1 погибшем.

## Последствия
- Землетрясение разрушило город Венустиано Карранса, расположенный в штате Чьяпас, который ранее носил название Сан-Бартомоле-де-лос-Льянос;
- Кроме того, были зафиксированы серьёзные повреждения в населённых пунктах Сан-Кристобаль-де-лас-Касас (здесь, в частности, пострадал шедевр средневекового зодчества церковь Санто-Доминго), Чьяпа-де-Корсо и Тустла-Гутьеррес.
- Также были зафиксированы случаи незначительного ущерба в штатах Табаско, Оахаке, Веракрусе и Пуэбле.
- В Мехико произошла авария на водопроводных сетях.